# رتق المريء
رتق المري عبارة عن عاهة جسدية خلقية تتمثل بعدم نمو المريء بشكل سليم، حيث يكون جزء المريء العلوي مسدودا وجزؤه السفلي، في أغلب الأحيان، مرتبطا مباشرة بالقصبة الهوائية. إن نسبة انتشار ظاهرة رتق المريء هي 1 لكل 4000 مولود، بينما أسباب حدوثها غير معروفة.
تكون هذه العاهة الجسدية مصحوبة بعاهات جسدية خلقية أخرى، تصيب أعضاء أخرى مثل العمود الفقري، وعاهات في القلب وعاهات في المستقيم والشرج. إن هذه العاهات الجسدية المرافقة، المعروفة باسم متلازمة فاكترل، مرجح أن تكون خفيفة، ولا تحتاج إلى علاج معين، ولكن في حالات معينة، عندما تكون العاهات معقدة، فإنها توجب إجراء عملية جراحية.

## التشخيص
يمكن تشخيص ٪50 من العاهات الجسدية، عن طريق إجراء فحص لأجهزة الجسم. توجد في 60٪ من الحالات زيادة في كمية السائل السلوي. يمكن، بعد الولادة، مباشرة، أو على أبعد تقدير في غضون ساعات قليلة من الولادة، ملاحظة الأعراض الناتجة عن انسداد المريء. تنبع هذه الاعراض من عدم قدرة المولود على بلع لعابه، مما يؤدي إلى تراكم اللعاب والمخاط في الفم. يمكن أن يؤدي تراكم كمية كبيرة من المخاط، إلى صعوبة في التنفس، انخفاض في أكسدة الدم وزرقة حول الشفتين.
إن تشخيص العاهة الجسدية بسيط، وفي حال الاشتباه بوجودها، يعتمد على إدخال انبوب عن طريق الفم إلى داخل المريء، وفي حال وجود انسداد فإن الإنبوب يعلق ولا يستطيع الاستمرار في التقدم إلى داخل المريء؛ أما في حال الاشتباه في مدى صحة التشخيص، فيمكن إدخال مادة تباين عن طريق أنبوب إلى داخل المريء، والنظر اليه بواسطة الأشعة السينية، وفي حال وجود انسداد، يمكن ملاحظة عدم قدرة مادة التباين على عبور الانسداد.
تظهر هذه العاهة الجسدية في عدة أشكال: الصورة الأكثر شيوعا (85٪ من الحالات) هي وجود انسداد في طرف القسم العلوي من المريء، بينما القسم السفلي مربوط مباشرة بالقصبة الهوائية، أما باقي الأشكال فهي نادرة نسبيا.

## علاج رتق المريء
توجب هذه العاهة الجسدية إجراء عملية جراحية، وفي أغلب الحالات من الممكن القيام بربط طرفي المريء؛ أما في حال عدم القدرة على ربط طرفي المريء، نظرا للبعد الكبير بينهما، فتوجد عدة طرق علاجية بديلة:
1. إجراء فغر المعدة، حيث يتم إحداث شق داخل جدار البطن وإدخال أنبوب من أجل تغذية المريض. يزداد طول الجزء العلوي المغلق من المريء، في أغلب الحالات، خلال 3-4 أشهر، بحيث يصبح بالإمكان الربط بين طرفي المريء.
2. في حال عدم اقتراب طرفي المريء، يمكن استبدال المريء عن طريق رفع المعدة إلى داخل الصدر، وربطها مباشرة بالقسم العلوي من المريء. يمكن أيضا، استبدال المريء عن طريق استعمال عروة من الأمعاء الدقيقة أو الغليظة. ينبغي في البداية بذلك الجهد الممكن، من أجل ربط المريء الأصلي، وفقط في حال عدم وجود إمكانية أخرى، يمكن استبدال المريء. في أغلب الحالات، يكون البعد بين طرفي المريء قصيرا جدا، بحيث يمكن بنجاح الربط بين طرفيه مباشرة بعد الولادة؛ عادة ما ينشأ هؤلاء الأولاد بشكل طبيعي، دون حدوث مشاكل أو مضاعفات في المستقبل. وتعد مستشفى بوسطن بالولايات المتحدة أفضل مكان لعلاح رتق المري حيث تصل نسبة نجاح العملية إلى 96٪.